# Velký Plaský tunel
Velký Plaský tunel je železniční tunel č. 8 na katastrálním území Plasy na železniční trati Plzeň–Žatec v km 34,415–34,663 mezi stanicí Plasy a zastávkou Horní Hradiště.

## Historie
Koncese na stavbu trati byla udělena společnosti Plzeňsko-Březenské dráhy 21. dubna 1870. Následně byla vybudována hlavní trať Plzeň – Březno u Chomutova. Trať postavila stavební firma A. Lanna a Schebek v období 1871–1872. Práce byly narušeny v květnu 1872 silnými přívalovými dešti s následnými sesuvy půdy. Odstraňování škod zabralo téměř půl roku. Trať byla slavnostně otevřena 1. května 1873.
V úseku Plzeň – Blatno u Jesenice prochází trať členitým terénem, takže v údolí řeky Střely byly postaveny dva tunely, Velký Plaský a Malý Plaský.

## Geologie a geomorfologie
Tunel se nachází v geomorfologické oblasti Plzeňská pahorkatina, celku Plaská pahorkatina s podcelkem Kaznějovská pahorkatina s okrskem Dolnobělská vrchovina.
Geologické podloží v této oblasti je tvořeno z málo odolných permokarbonských hornin.
Tunel dlouhý 247,90 m leží v nadmořské výšce 345 m.

## Popis
Jednokolejný tunel byl vybudován na trati Plzeň–Žatec mezi stanicí Plasy a zastávkou Horní Hradiště. Byl proražen v ostrohu, který je v meandru řeky Střely. Geologické podloží ostrohu tvoří metabazalt – zelená břidlice (spilit).